# Герб Меджибожа
Герб Меджибожа — офіційний символ смт Меджибіж Меджибізької селищної територіальної громади Хмельницької області. Затверджений в 1996 р. рішенням сесії селищної ради. рішенням сесії сільської ради. Автор — В. М. Ільїнський.

## Опис герба
У горішній частині перетятого щита в червоному полі - срібний силует Меджибізької фортеці; долішня зелена розділена вилоподібно золотою смугою на знак злиття двох річок - Бужка і Південного Бугу, від чого пішла назва міста ("Межибужжя"). Герб є промовистим. Щит обрамований декоративним картушем і увінчаний червоною міською короною з трьома вежками.